# Jacques de Falaise
Vous lisez un « bon article » labellisé en 2016.
Ne doit pas être confondu avec Jean de Falaise.
Pour les articles homonymes, voir Simon et Jacques Simon.
Jacques de Falaise (nom de scène de Jacques Simon), né en 1754 près de Falaise et mort le 30 mars 1825 à Paris, est un carrier français devenu célèbre au début du XIXe siècle pour ses capacités d'ingestion.
Embauché d'abord par le prestidigitateur Louis Comte dans son théâtre parisien en 1816, il connaît la renommée pendant quelques années pour des « expériences polyphagiques », au cours desquelles il ingurgite des noix, des pipes, des œufs durs non écalés, des fleurs avec leur tige, des montres et des animaux vivants, tels des souris, des moineaux, mais aussi des anguilles ou des écrevisses. Contraint par plusieurs gastro-entérites d'arrêter ses exploits, il se suicide en 1825. Son autopsie fait l'objet d'un mémoire qui connaît une large diffusion en Europe, dont il résulte notamment que Jacques de Falaise n'était pas doté d'organes digestifs exceptionnels et qu'il se livrait à ses exercices par désir de briller et non par l'effet d'une dépravation de l'appétit. Il est considéré comme « l'ancêtre » des « mérycistes » de cirque.

## Biographie

### Manœuvre  montmartrois
Jacques Simon naît en 1754 à Baumière, en Normandie, sur les bords de l'Ante, près de Falaise, ville dont il tire son surnom de « Jacques de Falaise ». On ne sait presque rien des soixante premières années de sa vie, sinon qu'il a exercé la profession de carrier dans les carrières de plâtre de Montmartre,, un métier qui lui fait développer « une force musculaire très considérable » et une « santé robuste », sans pour autant qu'il ait jamais « senti le besoin de satisfaire sa faim avec des objets dégoûtants ou bizarres ».
Les circonstances dans lesquelles il prend conscience de ses capacités hors du commun font l'objet de récits divergents. Selon la Notice que lui consacre en 1820 un auteur anonyme, il advient, à une date non précisée, que, par jeu, il cache la chaîne et le médaillon d'une mariée dans sa bouche, puis que, pour ne pas être découvert, il les avale et affirme : « Vous voyais ben que je n'lons point ». Selon le Mémoire du docteur Beaudé, qui procède en 1825 à l'autopsie de Jacques Simon, ce dernier, mis un jour — également imprécisé —, dans un cabaret, au défi d'avaler le serin de la propriétaire, « malgré les vives protestations de la propriétaire de l'oiseau », l'avale d'un coup, ce dont il est le premier surpris : « Je ne croyais point du tout l'avaler, et j'ai été bien surpris de le voir passer si facilement ».
Ce curieux talent découvert, Jacques Simon réitère l'expérience à plusieurs reprises, ingurgitant « des bouchons de liège et des œufs durs avec leur coquille », « des clés, des croix, des bagues », puis « des animaux vivants, qui passèrent avec la même facilité ». Par manque d'entraînement, il manque toutefois de « s'étrangler à la halle, en essayant d'avaler une anguille vivante ».

### Puis phénomène de foire

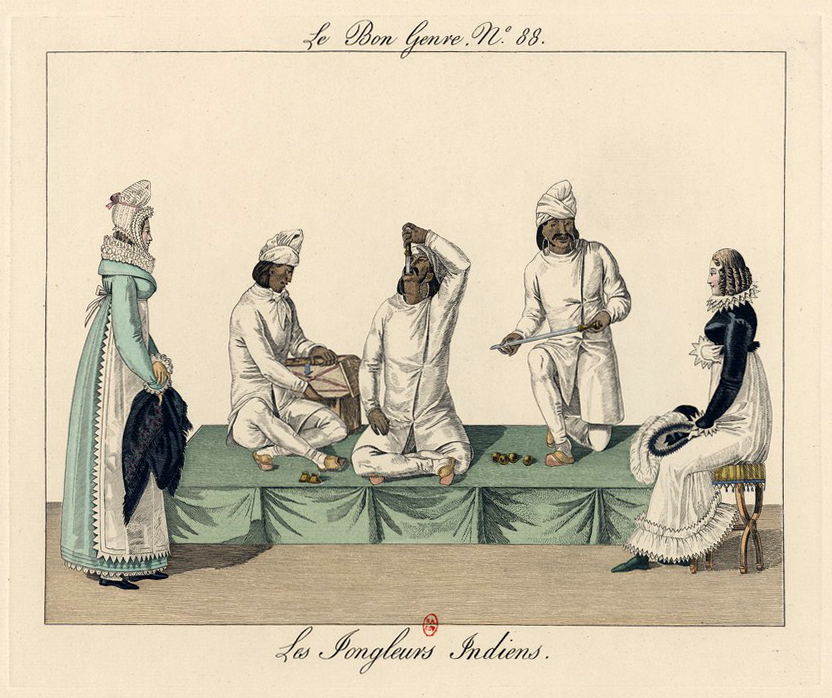
Les Jongleurs indiens, gravure de Georges-Jacques Gatine d'après un dessin anonyme. Série Le Bon Genre (1816). Le sabre, qu'un de ces jongleurs avale, a un pouce [2.7 cm] de large et dix-huit [48.6 cm] de long. Ce tour, ou plutôt cette expérience, que l'on voit exécuter avec une surprise et un effroi toujours nouveau, est une preuve de la puissance d'une longue habitude.

La carrière artistique de Jacques Simon est une conséquence indirecte du succès d'un trio de jongleurs indiens qui, « après avoir fait l'admiration de Londres »,,, se sont produits à Paris, rue de Castiglione, durant l'hiver 1815-1816. Outre l'escamotage et la jonglerie, ils présentent un tour d'avaleur de sabre particulièrement remarqué. Selon l'Almanach critique et littéraire de Paris d'Anglès, ce tour « consistait à introduire lentement une épée dans l’œsophage jusqu'à l'estomac, et peut-être même dans la cavité de ce viscère, une lame de fer bien polie, dont la largeur était d'environ un demi-pouce [1,4 cm] à son extrémité, puis augmentait peu à peu ; en sorte qu'elle avait au moins un pouce [2,7 cm]. Cette lame avait une ligne et demie d'épaisseur [3 mm] ; tous les angles en étaient arrondis avec beaucoup de soin, et l'Indien la poussait dans son gosier avec beaucoup de précautions, après l'avoir préalablement enduite de salive en la passant sur sa langue ».

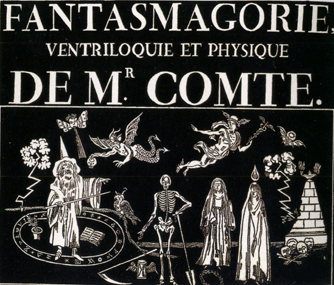
Fantasmagorie ventriloquie et physique de Mr Comte. Affiche publicitaire du théâtre Comte.

Louis Comte, d'origine suisse, est à l'époque un célèbre prestidigitateur et ventriloque, connu comme le « physicien du roi » pour avoir charmé Louis XVIII par ses « expériences » de « physique amusante »,. Il donne un spectacle « de magie amusante et de fantasmagorie » dans un petit « théâtre », alors situé dans un caveau de l'Hôtel des Fermes, rue de Grenelle-Saint-Honoré (l'actuelle rue Jean-Jacques-Rousseau),. Le prestidigitateur est aussi un homme d'affaires avisé, toujours à la recherche d'attractions qui servent « d'intermède aux tours de gobelets et aux illusions de ventriloquie » et contribuent à faire de son théâtre « un réservoir inépuisable de tours et de jongleries de toute sorte ».

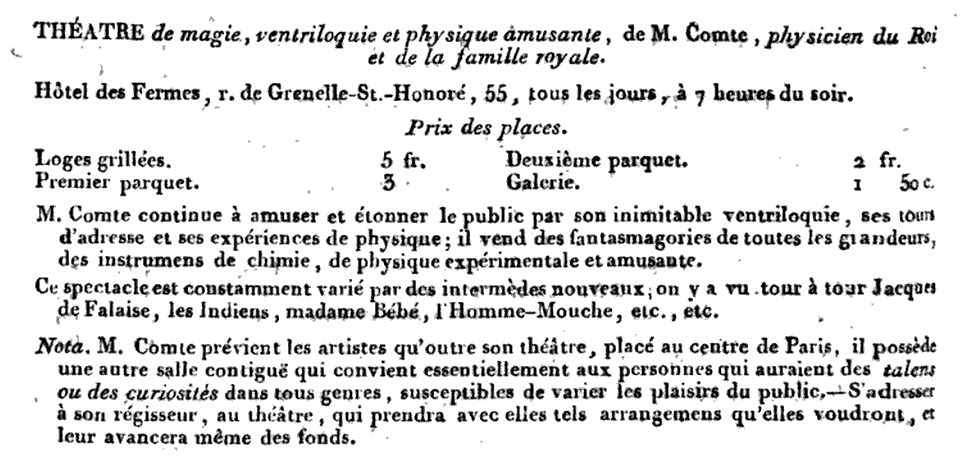
Annonce pour le théâtre Comte (1820) faisant référence à Jacques de Falaise.

Ayant entendu parler des dons du carrier montmartrois, il y voit la possibilité de profiter de la vogue des jongleurs indiens et le fait approcher par son régisseur, un certain M. Godin, qui « fait briller l'épée des Indiens » aux yeux de l'ouvrier et suscite en lui « l'amour de la gloire ». Ce nouveau métier semblant à Jacques très préférable à celui qu'il exerçait, il se résout rapidement à ne plus retourner dans les carrières de Montmartre, n'ayant « d'autre regret que d'avoir méconnu si longtemps les grandes vues que la Providence avait sur lui ». Le voyageur anglais Stephen Weston (en) résume la joie de Jacques en pastichant une tirade de Francaleu dans La Métromanie : 

« Dans mon ventre un beau jour ce talent se trouva,
Et j'avais soixante ans quand cela m'arriva. »

 Le recrutement de Jacques Simon par Louis Comte est assorti de conditions léonines, puisqu'il s'engage, « moyennant 400 francs par année, la nourriture et le vêtement, à avaler, pendant cinq ans, et en public, tous les objets qui lui seraient présentés ».

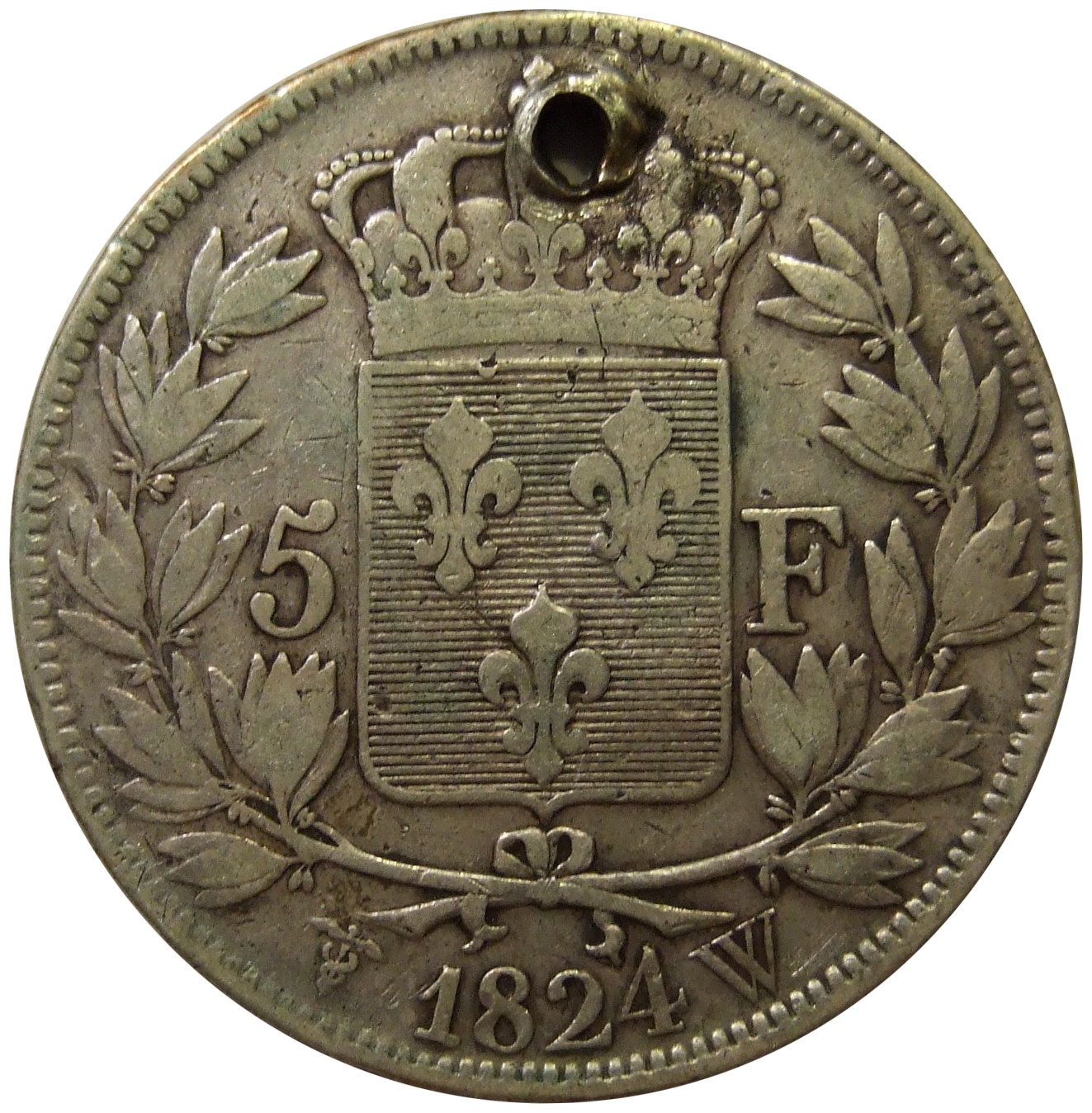
La pièce de cinq francs en argent a un diamètre de 37 mm et un poids de 25 g. En avalant en une fois une cinquantaine de ces pièces, c'est environ 1.25 kg d'argent qu'ingéra Jacques de Falaise, au prix d'une dangereuse inflammation intestinale.

Après « quelques semaines d'exercice sous les yeux de son nouveau patron », Jacques Simon fait en juin 1816 ses débuts  au théâtre Comte sous le nom de scène de « Jacques de Falaise », auquel est vite accolée l'épithète sonore de « polyphage », un mot savant pour dire avale-tout, comme le précise un ouvrage de l'époque, au risque d'être « trivial », pour se mettre « à la portée de tous les lecteurs ». Pour la plus grande surprise des spectateurs, il avale, durant un quart d'heure, « fort résolument » et « avec un air de béatitude qui se peignait sur sa figure », des pommes de terre ou des noix entières, des œufs non écalés, un fourneau de pipe, des petits verres à liqueur, une montre avec sa chaîne, trois cartes roulées ensemble, qu'il « engloutit sans les déchirer ou les broyer avec ses dents », une rose, « avec ses feuilles, sa tige longue, et ses épines », mais aussi des animaux vivants, tels un moineau, une souris blanche, une grenouille, une écrevisse, une anguille ou une couleuvre,,,,,,, ne vomissant jamais ce qu'il ingurgite ainsi. Il répond volontiers aux défis du public, acceptant de reprendre ses « expériences » pour des spectateurs arrivés en retard, d'avaler la montre d'un spectateur anglais « ainsi que la chaîne et les trois breloques qui y étaient suspendues », ou des pièces de monnaie. Une fois même, « il devait avaler 300 francs en pièces de 5 francs, l'affiche l'avait ainsi annoncé ; mais, comme par une juste convention, tout ce qui passait dans l'estomac de notre polyphage devenait sa propriété, le chef de l'établissement ne disposa pour cet usage que de 150 francs, en invitant le public à fournir le reste, s'il voulait être témoin du spectacle qu'il lui avait été annoncé. Une vingtaine de pièces lui furent jetées, et il les avala toutes ; et s'il n'ingéra pas dans l'estomac les 300 francs annoncés, c'est qu'une foule de spectateurs, craignant les suites de ce genre d'exercices, ne voulurent pas le permettre. La douleur que le poids et le mouvement de ces cinquante pièces déterminèrent était si vive, que Jacques de Falaise fut obligé de se serrer le ventre d'une large ceinture, qu'il ne quitta que lorsqu'il eut rendu toutes ces pièces par les selles ».

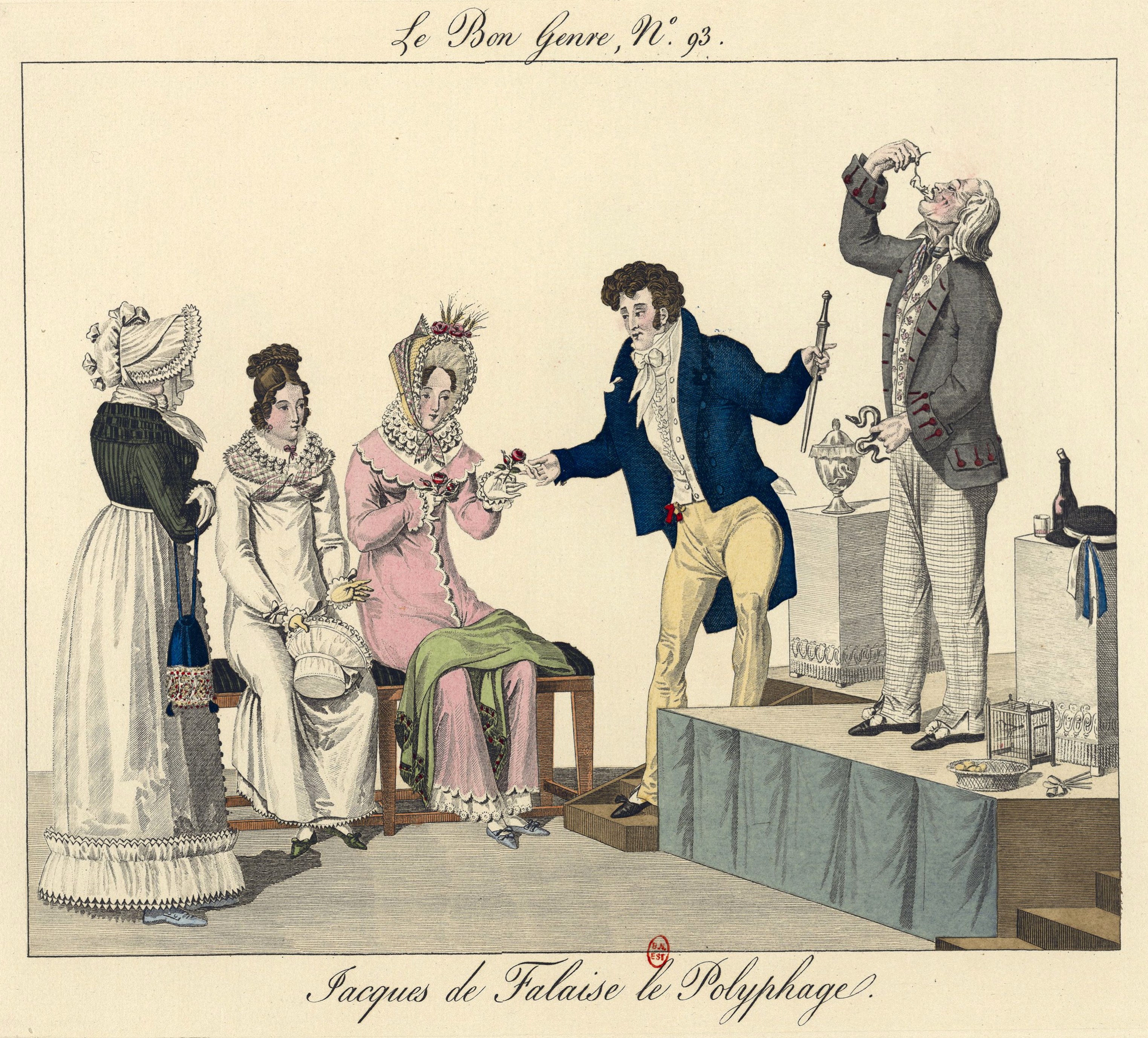
Estampe de la série Le Bon Genre, dessinée par Louis-Marie Lanté, 1816. Jacques de Falaise introduit de sa main droite une souris vivante dans sa bouche et tient de la main gauche une anguille, vivante elle aussi. Une dame de l'assistance lui tend une rose, avec sa tige et ses feuilles.

Le clou de son spectacle est la reprise du tour d'avaleur de sabre des jongleurs indiens. « Sans préparation, très lestement, et sans donner le moindre signe de souffrance », il se plonge dans le gosier « au lieu de onze ou douze pouces [30 à 32,5 cm] que les Indiens introduisaient », « treize à quatorze pouces [35 à 38 cm] d'une lame d'acier poli, du poids d'une livre, de la longueur de dix-huit pouces [49 cm], de trois lignes d'épaisseur [7 mm], et d'un pouce [2,7 cm] de largeur ». En outre, il n'enduit pas l'épée de salive, contrairement aux Indiens qui, « plus expérimentés que lui, craignent davantage de se blesser » et opère « sans préparation », « plus lestement [qu'eux], avec moins de précaution, et sans donner les mêmes signes de souffrances ». Les chroniqueurs, un brin cocardiers, soulignent que sa performance dépasse celle de ses prédécesseurs. Pour le Mercure de France, « nous avions chez nous, à Montmartre, même mieux que les jongleurs indiens sans nous en douter », tandis que le Journal de Paris avance que « les jongleurs indiens sont partis à temps pour ne pas voir leur gloire éclipsée par celle d'un bon Normand ». Étienne de Jouy, qui le qualifie de « Grand-gousier », le trouve « pas moins étonn[ant] » que le ventriloque suisse, et le Journal de Paris note, dans le même sens, que « c'est la pièce la plus extraordinaire du Spectacle de M. Comte, et ce n'est pas un des moins bons tours d'adresse de ce dernier, que d'avoir mis cet avaleur universel au nombre des curiosités qui attire la foule chez lui ».
Il semble que tous les aspects de la prestation de Jacques intéressent le public. Les plaisants font « courir le bruit qu'il devait avaler un chat pour chercher la souris dans son estomac, et que, si le chat tardait trop à revenir, il avait un chien de tout prêt pour l'aller prendre et le rapporter ». Le Journal des débats politiques et littéraires révèle qu'après « chaque corps solide qu'il a avalé, Jacques boit assez précipitamment une petite dose, toujours à peu près la même, d'un vin que l'on dit préparé. Il ne paraît pas qu'il fasse d'effort pour tuer dans sa bouche les animaux vivants, et il se vante de les sentir s'agiter dans son estomac. ». Qualifiant Jacques d'« omophage », Pierre-François Percy et Charles Nicolas Laurent ajoutent que « sa figure n'offrait aucune trace de digestion pénible ; elle est pâle et très ridée ; il mange une livre de viande cuite à chacun de ses repas, et boit deux bouteilles de vin. Il feint d'avoir horreur de la chair crue, et de ne pouvoir avaler que des animaux vivants. On dit qu'il rend par le bas les corps solides, les débris de l'oiseau et de la souris dans les vingt-quatre heures, et ce n'est que le troisième jour que sortent les portions non digérées de l'anguille. Ses déjections sont d'une fétidité extrême ».
Ils observent par ailleurs qu'on ne « lui voit faire aucun effort, ni même de mouvement pour tuer dans sa bouche les animaux vivants », un détail contredit par le docteur Beaudé. Selon ce dernier, « une fois, une anguille remonta par l’œsophage, jusqu'à l'ouverture postérieure des fosses nasales, et déterminait dans cet endroit de vives douleurs par les efforts qu'elle faisait pour trouver une issue ; enfin, elle s'engagea dans l'arrière-bouche. Notre jongleur ne voulant pas la laisser sortir, car la scène se passait en public, lui brisa la tête entre ses dents et l'avala de nouveau. Depuis ce temps il prit, nous dit-il, l'habitude d'écraser rapidement avec ses dents molaires la tête des animaux qu'il devait avaler ».

### Fin de carrière

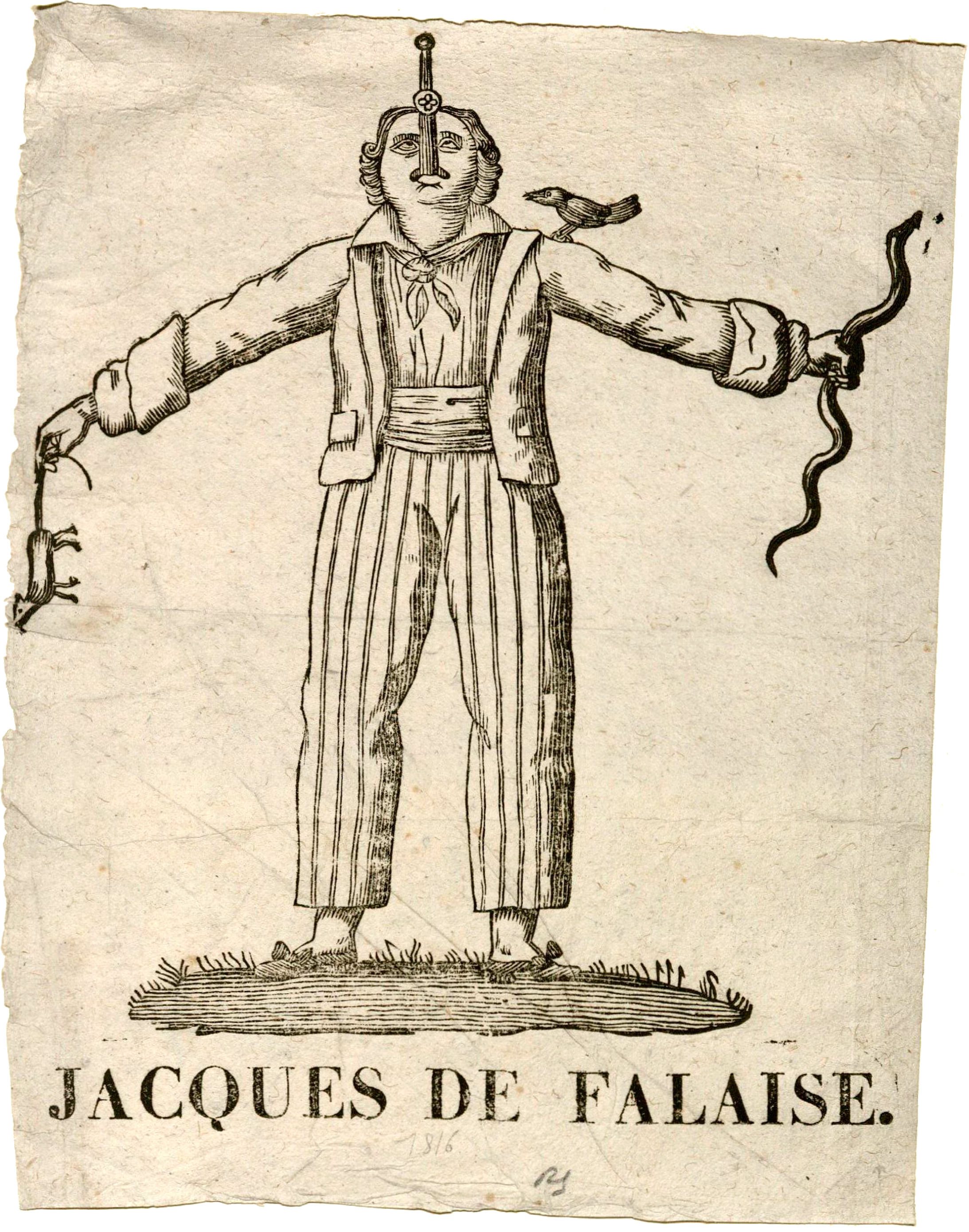
Jacques de Falaise tenant dans sa bouche une épée, une souris dans une main, une anguille dans l'autre, un oiseau perché sur l'épaule. Gravure sur bois, vers 1816.

Au mois d'août 1816, Jacques donne sa dernière représentation au théâtre Comte. Le Constitutionnel annonce qu'il « va répéter ses expériences à Lyon, à Bordeaux et ensuite à Londres ». Il est à Lyon en septembre, où il donne sept représentations au théâtre des Célestins, toujours accompagné du régisseur Godin. Le Journal politique et littéraire du département du Rhône rapporte à ses lecteurs en première page que le célèbre Jacques de Falaise, « en son passage dans notre ville pour se rendre à Marseille, n'a point démenti dans ses expériences les choses extraordinaires que tous les journaux de Paris nous ont dites de ce phénomène de la nature ». Fin septembre, Le Constitutionnel relate, non sans ironie, que le « polyphage » est à Marseille, où il avale des couleuvres et « ne gagne pas de quoi se nourrir de mets plus friands ». Le journal ne doute pas, par conséquent, « qu'il ne s'empresse de revenir dans la capitale », d'autant plus qu'un imposteur se produit à la foire de Saint-Cloud en se faisant passer pour lui.
Entre 1818 et 1821, Jacques Simon se produit régulièrement à Paris, tantôt au théâtre de Madame Saqui et tantôt, le plus souvent, de nouveau au théâtre Comte, mais aussi en province. Paul Ginisty, dans une biographie de Madame Saqui datant du début du XXe siècle, suggère que l'enthousiasme de Jacques n'est plus tout à fait le même qu'à ses débuts : « avec une vivacité de commande, [il] avale ou feint d'avaler tout ce que lui offre le public ».
Les « expériences polyphagiques », parfois aggravées par des accidents, tel le démanchement d'une lame qui « s'étant séparée de la poignée, resta dans l'œsophage, qu'elle traversa de part en part », détériorent sa santé. Il est admis une première fois à l'hôpital Beaujon où il est soigné plusieurs mois pour une gastro-entérite. À sa sortie, il reprend, « malgré l'expresse défense des médecins qui l'avaient soigné » ses tournées de « polyphage ». À Bordeaux, le caissier du théâtre s'enfuit avec la recette et les économies de Jacques, soit huit mille francs. Le chagrin de cette perte et l'abus de son estomac entraînent une nouvelle détérioration de sa santé : il est à nouveau soigné à l'hôpital Beaujon pour une gastro-entérite, cette fois-ci aggravée, qui fait l'objet d'une convalescence longue et pénible. Il renonce alors à son art et accepte une place d'homme de peine à l'hôpital. Il exerce ces nouvelles fonctions pendant près de deux ans, se livrant « avec beaucoup de courage aux travaux les plus rudes, quoique son humeur restât toujours sombre et chagrine ». Le 30 mars 1825 au matin, « ayant passé toute la soirée de la veille au cabaret », il est trouvé pendu dans la cave où il était censé scier du bois. Thomas de Troisvèvre, l'un des médecins ayant pratiqué son autopsie, attribue le suicide à une « ivresse prolongée ».

## Analyse médicale

### La polyphagie, un symptôme mal expliqué

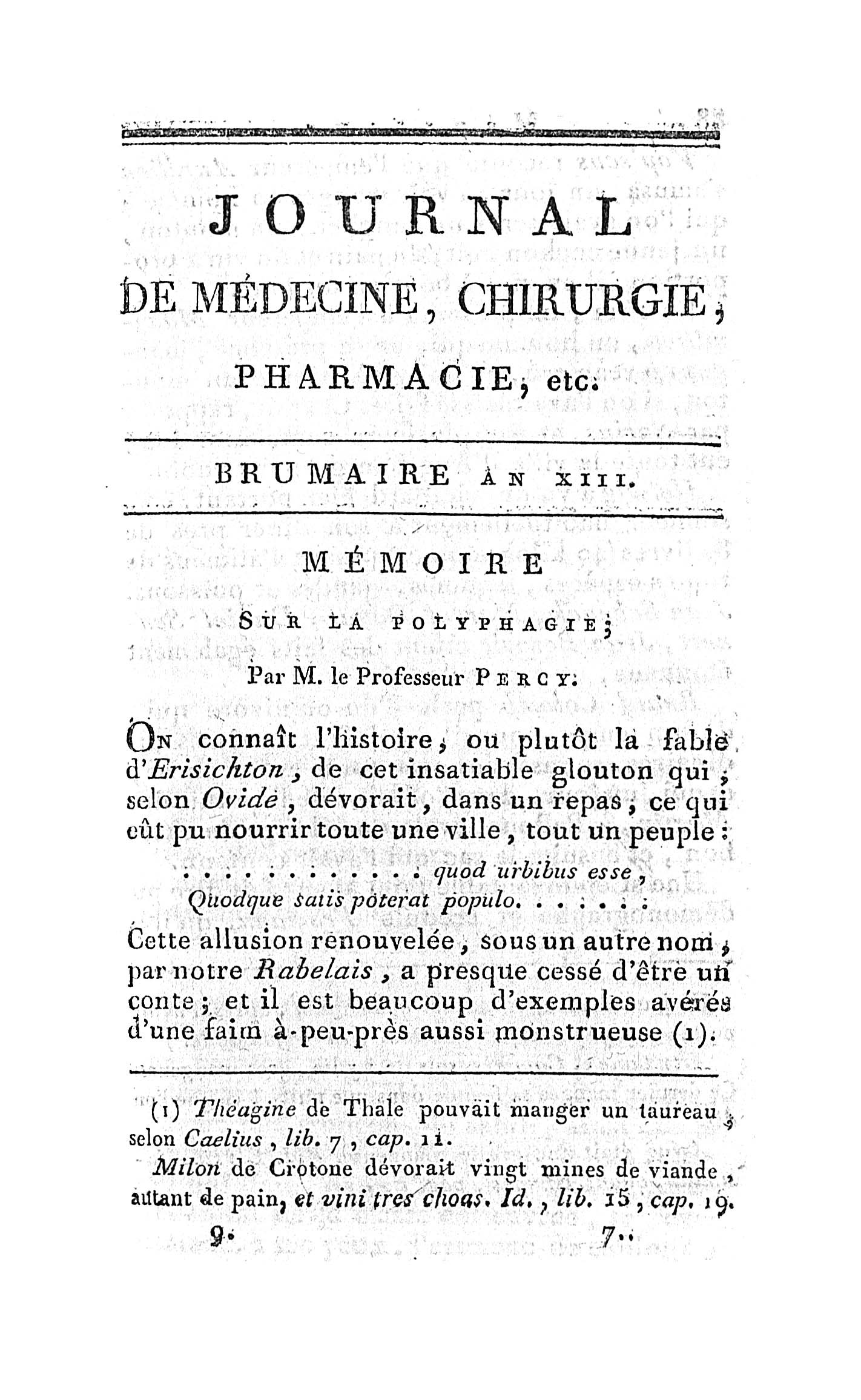
Mémoire sur la polyphagie, Pierre-François Percy, 1805.

Le premier usage médical du terme français  polyphage, traduit du latin polyphagus, est attribué, à Pierre-François Percy, dans son Mémoire de 1805 sur Tarrare, un célèbre « gouffre vivant » aux « énormes besoins » qui « allait dans les boucheries et dans les lieux écartés, disputer aux
chiens et aux loups leur vile pâture ». Le terme coexiste toutefois au début du XIXe siècle avec celui d'« omophagie », ou « homophagie » selon la graphie qu'emploient Pierre-François Percy et Charles Nicolas Laurent dans le Dictionnaire des sciences médicales édité par Panckoucke —  auquel renvoie l'article « Polyphage »  qu'ils signent également — et celui de cynorexie ou faim canine.
Tarrare étant mort d'une « diarrhée purulente et infecte qui annonçait une suppuration générale des viscères abdominaux », on hésita d'en faire l'autopsie, mais le docteur Tessier « bravant le dégoût, et le danger d'une telle autopsie, se décida d'en faire des recherches qui n'aboutirent qu'à lui montrer des entrailles putréfiées, baignées de pus, confondues ensemble, sans aucune trace de corps étranger », un foie « excessivement gros, sans consistance, et dans un état de putrilage », une vésicule d'un volume également considérable et un estomac « flasque et parsemé de plaques ulcéreuses, [qui] couvrait presque toute la région du bas-ventre ». En l'absence de données plus précises de l'autopsie, Percy se limite donc à une sémiologie du comportement de Tarrare, sans donner une explication des symptômes observés. Plus généralement, il conclut qu'on « n'a point encore expliqué d'une manière satisfaisante la cause de la boulimie, ni celle de ces faims morbides, de ces appétits bizarres », quand bien même l'examen anatomique a pu permettre d'expliquer certains cas de polyphagie et ouvrir « le champ aux conjectures et probabilités dans des espèces analogues ».

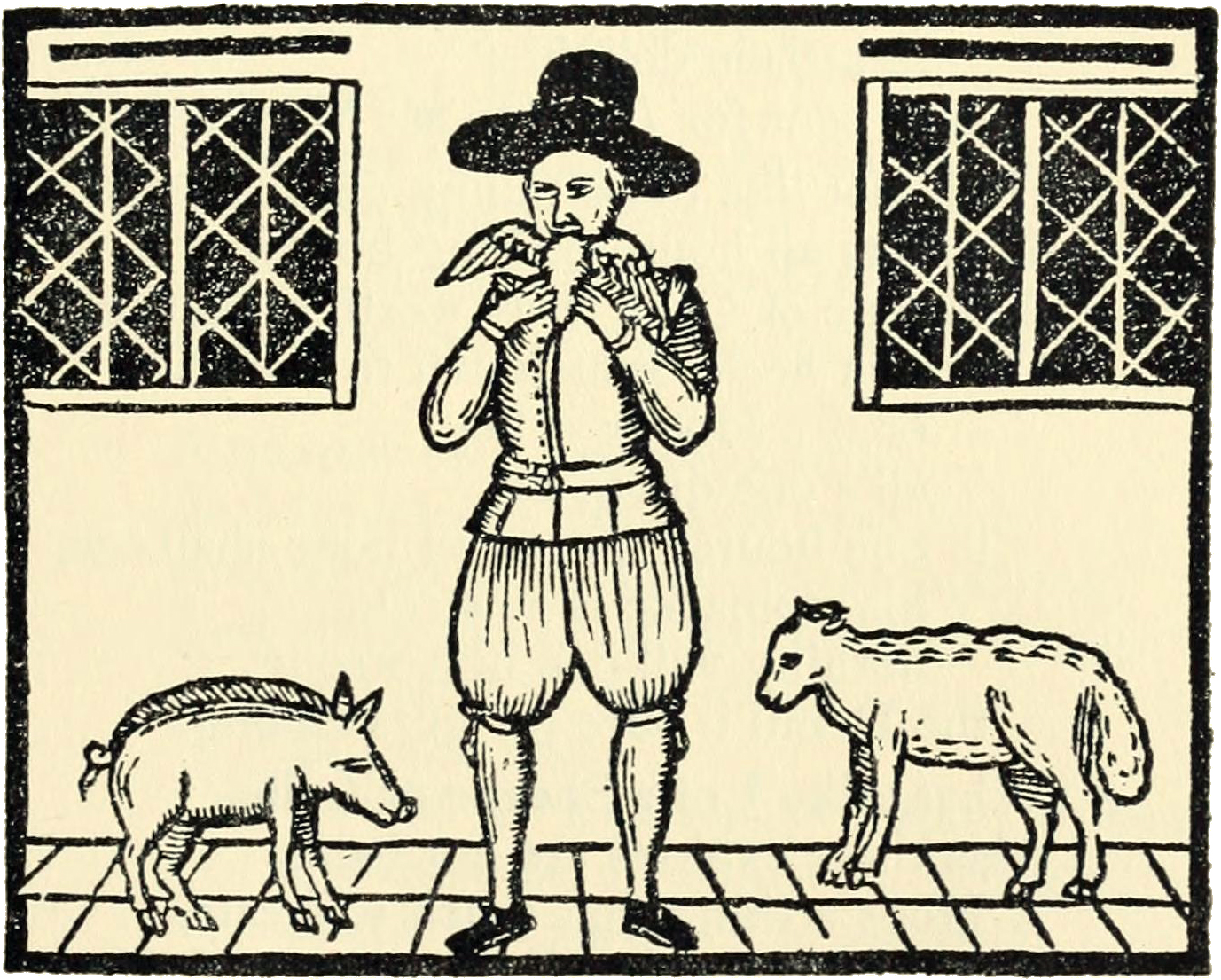
Nicholas Wood, un polyphage anglais du XVII dont le poète John Taylor se fit le chantre et l'impresario,.

En 1811, François-Joseph Double, dans sa Séméiologie, distingue la polyphagie du pica, considérant que la faim peut être « dépravée » soit « que le goût s'attache à une ou deux choses bizarres, c'est le pica et le malacia ; soit qu'il en embrasse un très grand nombre, ce qui est la polyphagie ».
En 1827, le docteur Ramon, qui signe l'article « Polyphagie » de l'Encyclopédie méthodique, estime que ce terme est préférable à celui d'omophagie pour décrire une maladie consistant à manger beaucoup et de tout. Selon cet auteur, « la polyphagie se rattache tantôt à une conformation particulière des organes digestifs, tantôt à une irritation inflammatoire de l'estomac, tantôt à la présence de vers dans le canal intestinal, tantôt enfin à une irritation nerveuse ». Mais en 1839, le docteur anglais John Gideon Millingen est plus prudent sur l'explication de tels phénomènes hors normes : il rappelle que la nature du processus digestif est encore incertaine et estime que « ni les expériences physiologiques menées du vivant des sujets, ni les investigations anatomiques menées après la mort n'ont permis jusqu'à présent de former une opinion ».
La médecine contemporaine pencherait plutôt, pour expliquer des cas comme ceux de Tarrare ou de Charles Domery, pour un désordre de l'hypothalamus ou de l'amygdale. Jan Bondeson note toutefois qu' « aucun cas ne ressemblant ne serait-ce que modérément à ceux de Tarrare et de Domery n'a été publié dans les annales de la neurologie moderne et [qu']il est donc impossible de déterminer leur diagnostic correct », tout en ajoutant que le cas de Jacques de Falaise est différent : selon lui, ce dernier et Bijoux « montraient, même selon les critères de leurs contemporains, des signes clairs de maladie mentale ».

### Témoignages de médecins sur Jacques de Falaise

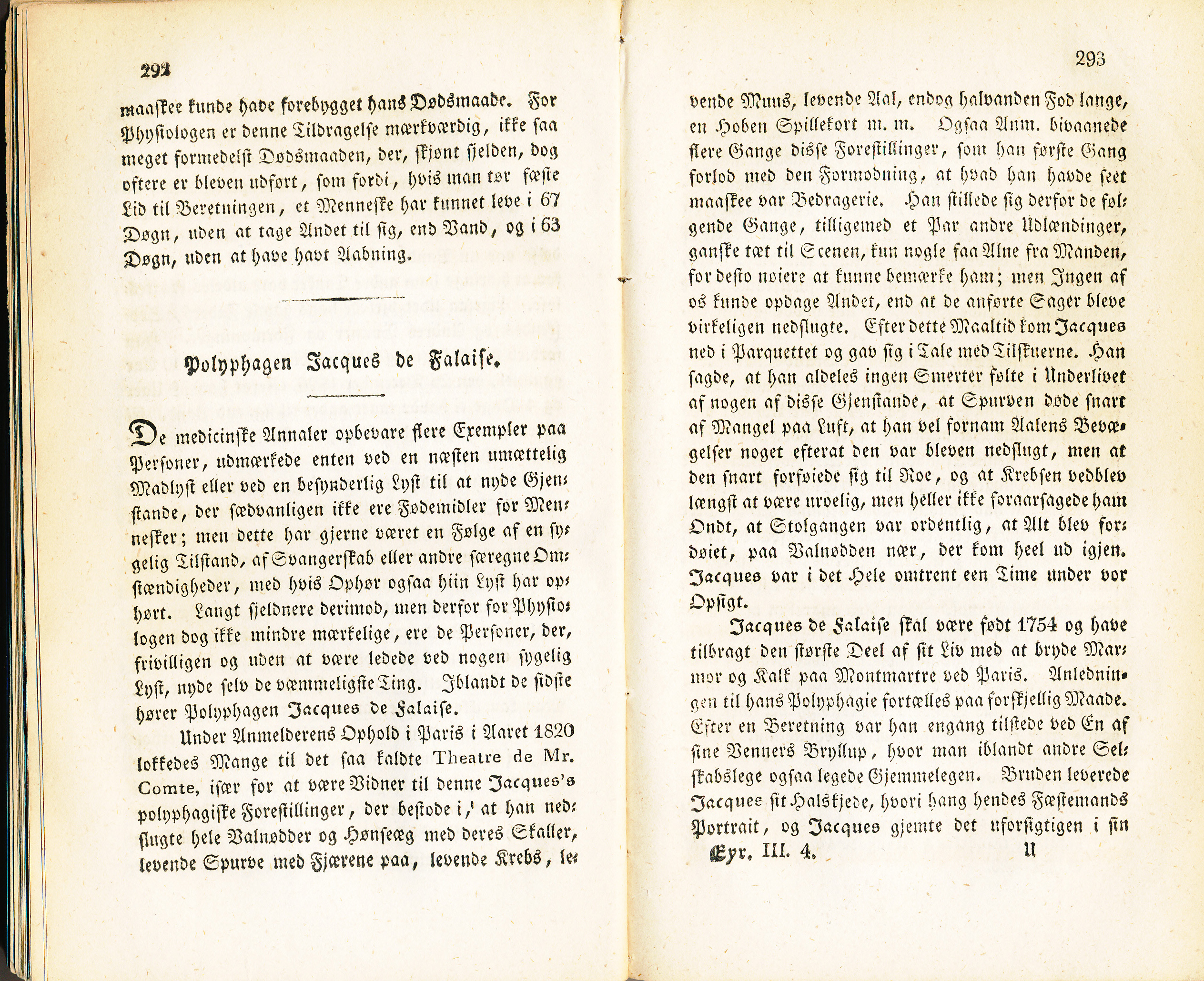
Première page de l'article consacré à Jacques de Falaise par le docteur Frederik Holst dans la revue médicale norvégienne Eyr en 1828.

Du vivant de Jacques de Falaise, plusieurs médecins, ayant assisté à ses « expériences » et l'ayant interrogé, admettent ne pas pouvoir expliquer ses capacités inhabituelles. Pierre-François Percy et Charles Nicolas Laurent, deux médecins spécialistes des polyphages, en particulier du cas de Tarrare, qui ont observé Jacques de Falaise en 1816 au théâtre Comte, se bornent à décrire ses « expériences ». Le classant parmi les omophages, ils s'intéressent particulièrement à son rapport à la viande crue, notant que le sujet ne semblait « faire aucun effort, ni même de mouvement pour tuer dans sa bouche les animaux vivants qu'il allait avaler » — une affirmation que contredira le docteur Beaudé —, qu'il « se vantait même de les sentir remuer dans son estomac » et qu'il « feint d'avoir horreur de la chair crue, et de ne pouvoir avaler que des animaux vivants ». Le médecin légiste allemand Johann Ludwig Casper témoigne ainsi l'avoir observé ingérer en l'espace d'un quart d'heure « un œuf entier cru, un moineau vivant, une souris vivante, une carte roulée » et s'être convaincu qu'il n'y avait là aucune tricherie ; il note également que le sujet ne semble guère « dérangé » par ce « repas horrible », que « [s]es ingesta restent dans le corps un délai normal et s'en vont à moitié digérés » et qu'il « bénéficie d'une quantité considérable, mais pas contre nature, de nourriture ordinaire ». Le médecin norvégien Frederik Holst, qui assista en 1820 aux « expériences » de Jacques de Falaise lors d'un séjour à Paris,, lui consacre en 1828 un article dans la revue médicale norvégienne Eyr. Il y rapporte avoir observé les exploits de Jacques de Falaise durant un séjour à Paris, s'étant placé « tout près de la scène, à quelques coudées de l'homme, pour pouvoir l'observer de plus près. Mais aucun de nous ne put rien observer, sinon que les objets mentionnés étaient effectivement dévorés. Après ce repas, Jacques descendit de la scène pour parler avec les spectateurs. Il dit ne ressentir absolument aucune douleur d'estomac du fait de ces objets, [ajoutant] que le moineau était mort rapidement par asphyxie et qu'il avait distinctement ressenti les mouvements de l'anguille quelque temps après l'avoir dévorée, mais que tout était ensuite rentré dans l'ordre, et que l'écrevisse avait été la plus longue à cesser de bouger, sans non plus lui causer de douleur. Ses selles étaient normales, tout ce qu'il avait avalé, à l'exception des noix ressortant entier. Au total, nous avons pu observer Jacques durant une heure ».

### Autopsie

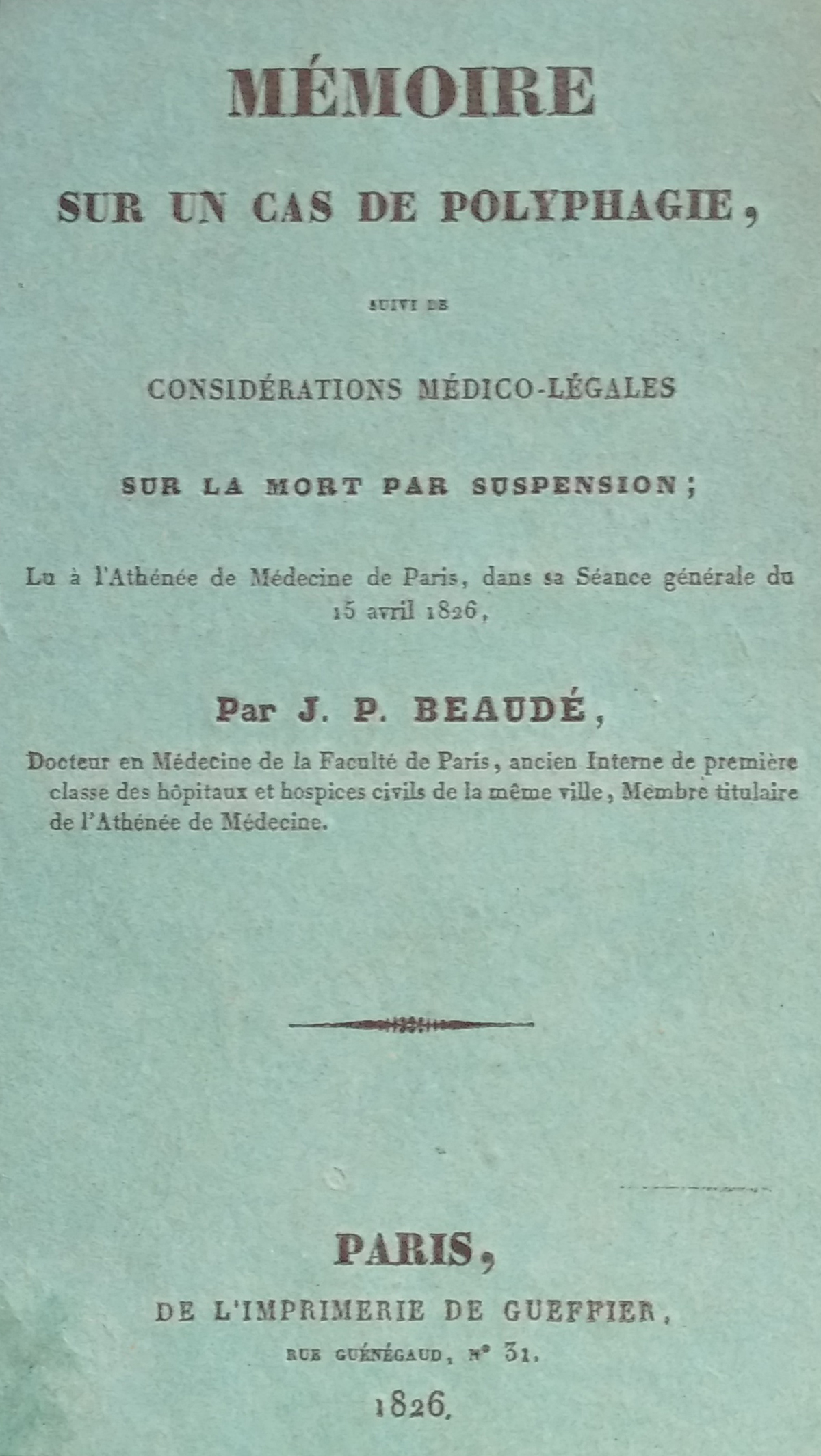
Couverture du tiré à part du Mémoire du docteur Beaudé (1826).

À la mort de Jacques de Falaise, compte tenu de l'intérêt qu'avaient suscité ses « expériences polyphagiques », l'Académie de médecine nomme, pour procéder à son autopsie, une commission  à laquelle participent les docteurs Beaudé et de Troisvèvre. Le docteur Beaudé, qui tire de cette autopsie des « conséquences fort importantes »,,,, communiquées à l'Athénée de médecine de Paris le 15 avril 1826, note que le pharynx, l’œsophage et le pylore sont d'une « ampleur considérable », qui, selon lui, explique la facilité du sujet à avaler des objets volumineux, mais en résulte également. L'estomac est « très distendu par une quantité considérable d'aliments à demi-digérés », parmi lesquels figurent trois cartes à jouer roulées longitudinalement. Cet estomac très développé comporte à son intérieur des faisceaux fibreux d'un « développement extraordinaire » que Beaudé explique par « la nécessité dans laquelle s'était trouvé l'estomac de déployer souvent une force contractile considérable, pour chasser hors de son intérieur les substances réfractaires qui s'y trouvaient introduites ». Beaudé note en revanche que la muqueuse de l'iléon est « presque détruite » ; que « les autres tuniques de l'intestin étaient tellement amincies qu'à travers ces points on observait une transparence très marquée » ; et que le cæcum présente « de larges et nombreuses cicatrices », conséquences vraisemblables des deux gastro-entérites passées. De son côté, le docteur de Troisvèvre, après avoir relevé que le sujet était « très maigre », souligne avoir trouvé « [l]es organes abdominaux peu développés », « dans l'état sain » et « seulement un peu plus dilatables qu'ils ne le sont ordinairement ».
À la suite de ses constations, le docteur Beaudé estime que les capacités d'ingestion de Jacques de Falaise ne s'expliquent pas par une disposition remarquable des organes digestifs. Il considère qu'on n'a trouvé chez lui « rien de remarquable sous ce rapport », sinon la grande ampleur du pharynx, de l’œsophage et du pylore. Par conséquent, les exploits « polyphagiques » doivent être imputés, selon lui, au seul fait que ce dernier avait « surmonté l'éloignement et le dégoût que l'on éprouve ordinairement à ingérer ces sortes de corps dans l'estomac ». Beaudé fait valoir que « l'estomac acquiert une ampleur considérable chez les personnes qui y introduisent habituellement un grand nombre d'aliments » et que « la vessie devient souvent d'un très grand volume chez les personnes habituées à retenir leurs urines ». Il en déduit que, vraisemblablement, chez le sujet, « le développement plus considérable du pharynx, de l’œsophage et du pylore, n'a du être que successif ; d'abord il n'avala que des oiseaux, des cartes, des fleurs, objets qui présentent un volume plus grand en apparence qu'il ne l'est véritablement ; mais progressivement, et après une habitude et des efforts de plusieurs mois, il parvint à faire passer des corps étonnants par leur dimension et par leur nombre ; alors seulement le conduit alimentaire avait acquis une ampleur proportionnée, et peut-être plus considérable que celle observée [au cours de l'autopsie] ».
Quant à la question de savoir « comment il s'est fait qu'une foule de corps, si capables par leur forme, leur poids et leur nature, de déterminer une inflammation de la muqueuse gastro-intestinale, ont, pendant si longtemps, irrité chaque jour l'intérieur du tube digestif, sans déterminer plus souvent l'apparition d'une gastro-entérite », Beaudé répond que l'exemple de Jacques de Falaise confirme que « souvent on s'exagère beaucoup trop la sensibilité de l'estomac, et conséquemment l'influence des causes externes, dans la production des inflammations gastro-intestinales ». Il ajoute que les cicatrices constatées chez Jacques de Falaise au cæcum prouvent que « les ulcérations intestinales sont loin de présenter ce caractère de gravité qu'on leur assignait autrefois ». En revanche, il subodore que l'état de l'appareil digestif et celui du foie, dont il relève la dilatation, « ont pu, en exerçant leur influence sur les fonctions cérébrales, déterminer le suicide ».
Beaudé distingue par ailleurs soigneusement le cas de Jacques de Falaise de celui de Tarrare, célèbre au siècle précédent. Si le second était victime d'une gloutonnerie insatiable, résultant d'une maladie, le premier manifestait au contraire une « disposition acquise » : « Jacques de Falaise n'était en aucune manière stimulé par un appétit extraordinaire ; il ne se livrait à ses exercices que par vanterie ou par désir du gain, tandis que Tarrare cédait à un besoin irrésistible qu'il cherchait à satisfaire à tout prix ». Plusieurs auteurs du XIXe siècle assimilent la polyphagie à une forme extrême de gloutonnerie — tel Baudelaire qui fait dire à l'amant d'une maîtresse gloutonne qu'il aurait pu faire fortune « en la montrant dans les foires comme monstre polyphage » —, voire à l'omophagie. Un contributeur du Journal complémentaire du dictionnaire des sciences médicales de Panckoucke estime ainsi que « la voracité des dégoûtants omophages, Tarrare, Bijoux, Falaise et autres, était devenue un besoin irrésistible pour ces individus ignobles ». Cette dépréciation est à rapprocher de l'aphorisme d'un rédacteur anonyme du Gastronome : « Jacques de Falaise est le plus fort argument contre l'immortalité de l'âme ».

## Postérité

Mac Norton, l'homme aquarium, en 1913.

Bien qu'il n'ait jamais régurgité ce qu'il avait avalé, mais du fait que sa « polyphagie » résultait d'une pratique habituelle délibérée et non d'une malformation, Jacques de Falaise est considéré comme « l'ancêtre » d'une spécialité du cirque et du music hall, celle des « mérycistes »,,. Parmi ces artistes : 
- Mac Norton, né Claude Louis Delair, dit l'homme aquarium[103], du cirque Rancy, réputé avoir « l'estomac idéal »[104], évoqué par Colette dans son Journal[105], qui, après des débuts de chanteur, s'était, sous l'influence de son ami le Pétomane, reconverti dans la rumination[106]. Il « avalait vivants grenouilles et poissons, conversait de longues minutes avec le public, puis dégurgitait, les animaux, toujours en vie. Il parvenait parfois à garder les grenouilles 2 heures dans son appareil digestif »[106], affirmant « qu'une des grenouilles, la plus âgée, donnait l'exemple aux autres et « les calmait ». C'était elle qui ressortait la dernière »[107]. Harry Houdini rapporte l'avoir vu une fois retourner fort inquiet à sa loge :  « il semblait qu'il avait perdu une grenouille — du moins il n'avait pas le compte de toute sa troupe — et il avait l'air très effrayé, craignant de l'avoir digérée vivante »[101].
- Roginsky, qui, en 1921, au cirque Medrano, « se régalait avec deux douzaines de noisettes entières avec leur coque » et « au commandement faisait ressurgir le nombre de noisettes demandées »[108]. Il avalait aussi des poissons rouges, puis « rendait au jour un ou plusieurs de ces petits animaux qui demeurait parfaitement vivants » et « couronnait ses exercices en absorbant, enveloppés dans de petits sacs de caoutchouc, des billets de banque de valeur variable et les restituait dans l'ordre où on les réclamait sans jamais se tromper ni frustrer ceux qui s'étaient risqués à les lui confier »[109],[110].
- Hadji Ali, dit « l'énigme égyptienne »[111], un artiste de music hall d'origine égyptienne né vers 1890, prétendument d'une mère cannibale[112], qui disait avoir découvert par hasard son talent, un jour qu'il nageait dans le Nil : ayant avalé un poisson, il l'aurait restitué vivant[113]. Il avalait des poissons vivants, des montres, des cigarettes allumées, des mouchoirs et les restituait dans l'ordre demandé, puis, crachant du kérozène, mettait le feu à un petit château miniature, qu'il éteignait ensuite d'un long jet d'eau, également régurgitée[114],[115],[116],[117].
- Chaz-Chase, dit "le mangeur de cigares". Chaz Chase était connu pour manger tout ce qui lui tombait sous la main : des cigares allumés, des fleurs, du papier, un bout de table... Contemporain et ami de Keaton, de Chaplin, de Fields et de Fatty, sa carrière a pratiquement commencé avec les débuts du cinéma. Ayant atteint la soixantaine, il fait une seconde carrière en Europe, notamment en France. On peut voir son numéro"L'homme qui mange tout" au Crazy Horse Saloon, au Lido, aux Folies Bergère, à l'Olympia, à l'Alhambra, à l'Empire... A  presque 80 ans, Chaz Chase travaille pour subsister dans des cabarets de seconde catégorie aux États-Unis ou dans des maisons de retraite pour riches américains à Monte-Carlo.